# 流れよ我が涙、と警官は言った
『流れよ我が涙、と警官は言った』（ながれよわがなみだ、とけいかんはいった、Flow My Tears, the Policeman Said）は、アメリカのSF作家フィリップ・K・ディックのSFサスペンス小説。
1974年に発表され、翌1975年に ジョン・W・キャンベル記念賞を受賞した。同年のネビュラ賞最終候補にも挙がっていた。日本では1981年に友枝康子によって翻訳され、サンリオSF文庫から刊行された。1989年にハヤカワ文庫（早川書房）から『流れよわが涙、と警官は言った』の題名で再刊、2013年にハヤカワ文庫・新装版が刊行された。
パラレルワールドを手法として使った現代SFとしても評価されている。

## あらすじ
舞台は1988年10月11日のアメリカ合衆国。ちまたでは『ジェイソン・タヴァナー・ショー』と呼ばれるバラエティー番組が話題となり、常に高視聴率を維持し続けている。その番組の司会は、3000万の視聴者から愛される容姿端麗の男、ジェイソン・タヴァナー。歌手でもあり俳優でもあるいわゆるマルチタレントであり、火星のコロニー住民にも存在を知られているが、その経歴などは謎に包まれており、ファンにも彼の実の姿を知るものはいない。実は彼は遺伝子操作を受けて生まれた新人類、「スィックス」と呼ばれるデザイナーベビーであった。彼らはあらゆる所に拠点を置いて生活している。彼の番組は夜中に放送され、多くのファンを魅了しており、私生活も悠々自適であった。
ある日、彼は見知らぬ安ホテルで目を覚ます。気がつくと手元の身分証明書がなくなっており、なじみのある知人やファンからも存在を忘れ去られていた。突然の理不尽な出来事に納得ができないタヴァナーは、あらゆる手段を使い自分のアイデンティティを取り戻そうとする。しかし、物的な証拠は見つからず、国家のデータバンクからも存在自体が抹消されていた。本人が所持しているIDすら偽造のものであった。
彼は「存在しない男」になっていた。もはや誰も自分の存在を知らない無色透明な存在……自分に関する手がかりを探して行く中で警官にも追われることとなり、彼の身に次から次へと奇怪な出来事が起こるようになる。そんな中で自暴自棄になった彼が起こした行動とは。ラストは衝撃的な事実が明かされることになる。

## 解説
本作は、順風満帆な生活を送っていたはずのタヴァナーが全てを失い、存在さえも国家から抹消され、自我が崩壊していく過程と現実の裏にある不条理さを描いた作品である。本作には執筆者のディックの経験が反映されている。ディックはこの当時薬物依存症であり、妻子に逃げられるなど悲惨な私生活を送っていた。ディック自身によれば、本作の原稿自体は1970年には既に完成しており、その間に何度も推敲を重ねていったそうである。彼にとっては『死の迷宮』以来4年ぶりの作品となる。
現代社会を風刺したような内容から、発表当時から現在に至るまで賛否両論の評価がある。しかし本作が与えた影響は大きく、後の文学やアニメ・漫画などにも影響を与えている。大原まり子の『処女少女マンガ家の念力』でも本作のタイトルが冒頭で引用されている。なお、本作のタイトルはジョン・ダウランドの歌曲『流れよ、わが涙』 (Flow, my tears) が由来となっている。
本作で鍵となる「スィックス」は、本編であまり言及されていないものの、同作者の『アンドロイドは電気羊の夢を見るか?』における「アンドロイド」たちと同質の存在である。遺伝子操作されて生まれたという点で大きく違うものの、彼らには通常の人間にあるはずの悲しみという感情はなく、機械的であり人間味にも欠けている。体の構造は人と変わないが年も取らず、誰しもが一度は考える生死についても疎い。そういった部分では同じ存在であるといえよう。それゆえに涙を流せないのである。彼らには人が死んだり自分に苦しいことがあっても嘆いたり悲しんだりはせず無感情であり、それが理解できない（劇中でも登場人物の一人が「悲しいことで涙が流せるのは人間の特権だ」と述べている）。その対比として、登場人物の人間は感情的なものとして描写されており、非常に人間臭い。
こうしたテーマをディックは他作品でも取り扱っており、類似性を窺い知ることもできる。
サイバーパンクを先取った作品でもあり、劇中ではチャットやSNSなどに近いシステムも登場する。

## 映画化
2009年に『ターミネーター4』の制作会社であるハルシオン・カンパニーの経営者ヴィクター・クビチェクとデレク・アンダーソンが、本作の映画化を決定したことを発表した。
公開年などについては未定。

## 日本語訳書の書誌情報
- 『流れよ我が涙、と警官は言った』 友枝康子訳、サンリオSF文庫、1981年12月1日、
- 『流れよわが涙、と警官は言った』 友枝康子訳、ハヤカワ文庫SF、1989年2月15日、ISBN 978-4150108076
- 『流れよわが涙、と警官は言った』 友枝康子訳、ハヤカワ文庫SF・新装版、 2013年3月29日